# Elperstroom
De Elperstroom is een beek in Drenthe. De beek ontspringt bij Schoonloo en stroomt door het bos ten oosten van Elp naar het Oranjekanaal. Het water wordt onder het kanaal doorgeleid en gaat aan de andere kant over in de Westerborkerstroom.
Het beekdal is in 2010 aangewezen als Natura 2000 gebied. Om verdroging van de beek en het omliggende beekdal tegen te gaan wordt het grondwaterpeil geleidelijk omhoog gebracht. In de loop der tijd zijn er in het gebied veel sloten en greppels gegraven, die zorgden voor een snelle afvoer van het water. Door het dempen van deze greppels en sloten wordt geprobeerd het water in het gebied langer vast te houden. De zeer zeldzame vlindersoort, de zilveren maan, is afhankelijk van het moerasviooltje, die gedijt in een waterrijke omgeving. Ook de in Nederland vrij zeldzame grauwe klauwier heeft hier een broedgebied.

## Afbeeldingen

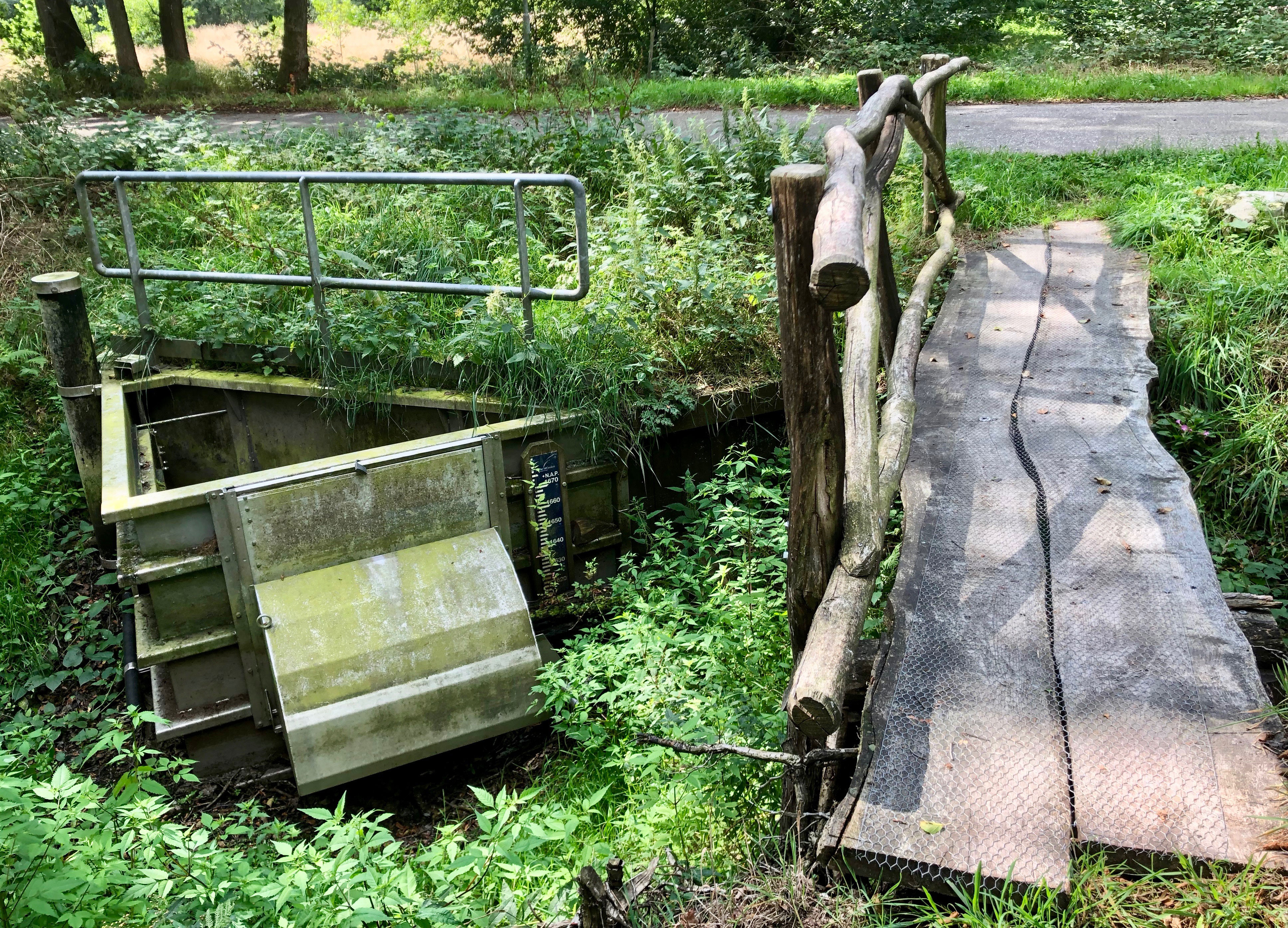
De bovenloop Elperstroom bij de Zwatte
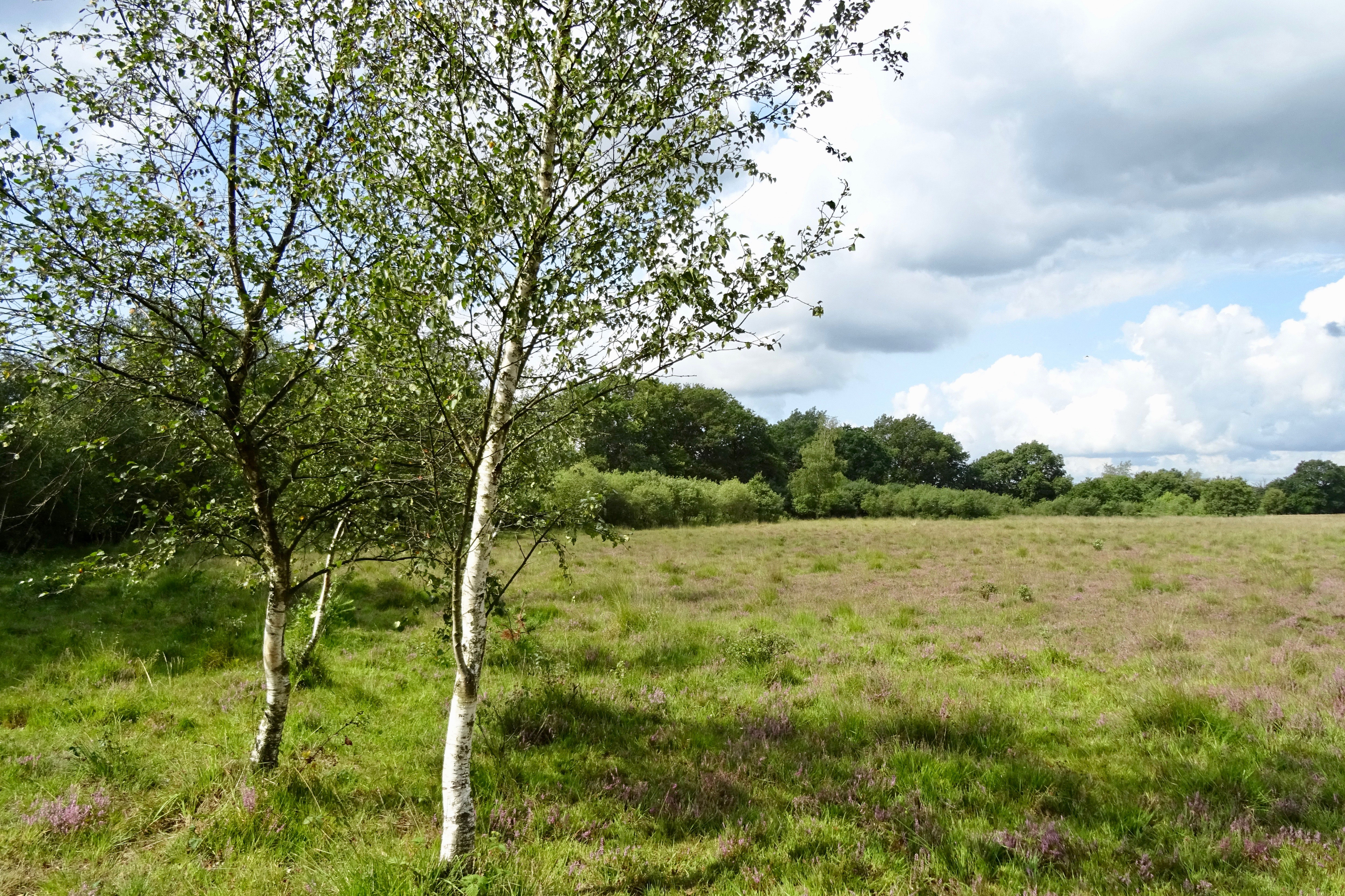
Beekdal Elperstroom bij het Heerenveldje
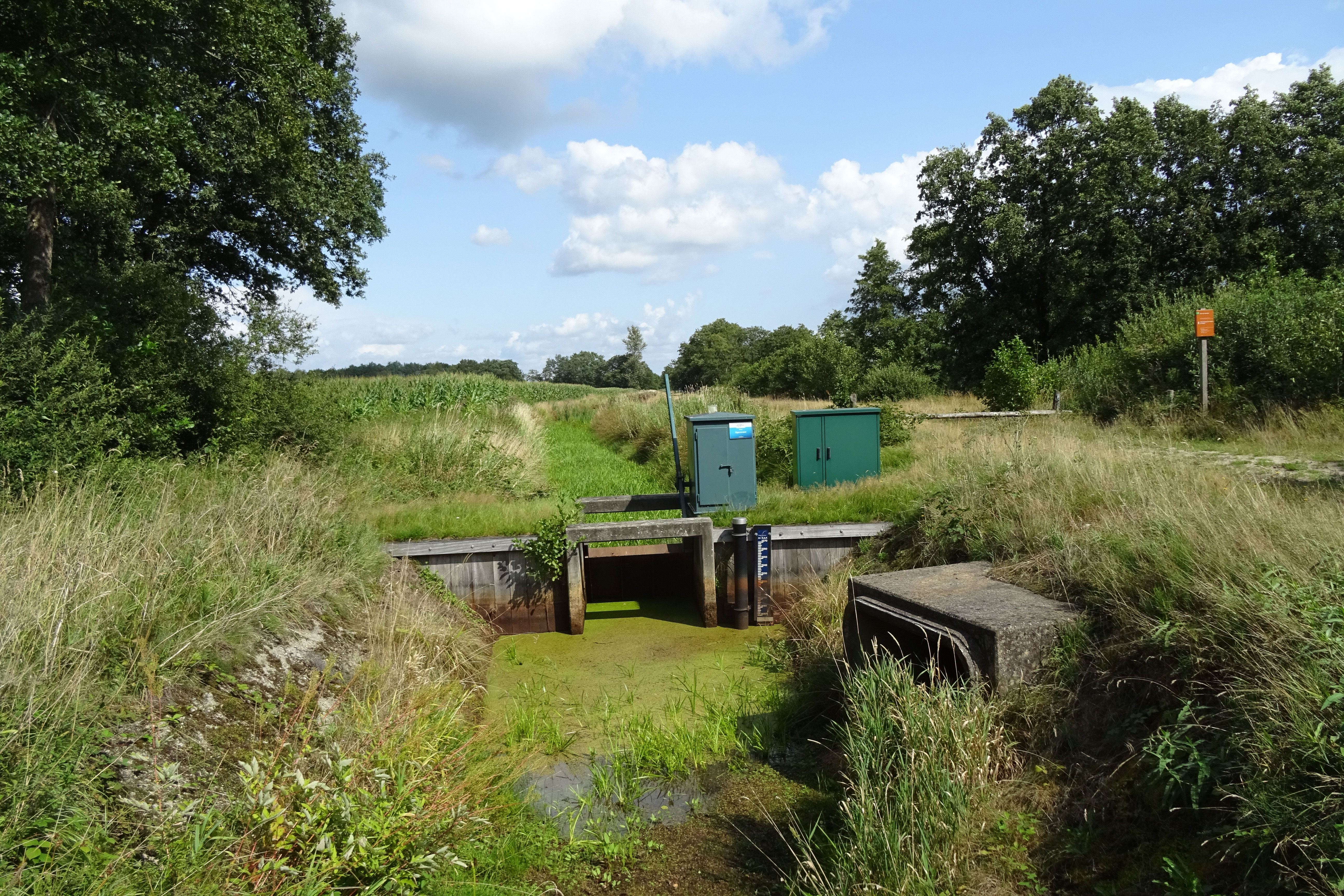
Elperstroom ten zuidoosten van Elp bij de Boerdiek